# 布里治曼平原 (昆士蘭州)
布里治曼平原是個位於布里斯本中央商業區12（7英里） 西北方的市轄區。

## 外部連結
- BRISbites suburb guide - Bridgeman Downs （页面存档备份，存于）
- University of Queensland: Queensland Places: Bridgeman Downs （页面存档备份，存于）
- Bridgeman Baptist Community Church - Bridgeman Downs （页面存档备份，存于）

27°21′18″S 152°59′39″E / 27.3550°S 152.9942°E